# Изоставен град
Изоставен град, понякога град-призрак (на английски: ghost town), е град без постоянно население, който е бил изоставен, най-често защото източникът на приходи за населението е изчезнал, след природно бедствие или ядрена или промишлена авария или нападение.
Най-голяма концентрация на градове-призраци има в западните части на САЩ, където извънградските райони са изгубили 1/3 от жителите си от 1920 г. насам. Само в щата Канзас има над 6000 изоставени селища. Градовете-призраци са най-често срещани в миньорски райони – Колорадо, Аризона, Невада, Монтана и Калифорния в западните щати и Западна Вирджиния в източните. Такива градове могат да се видят и на юг в Луизиана, Джорджия и Флорида. Такива градове има и в северните части на Онтарио, Британска Колумбия, Нюфаундленд и Лабрадор, както и в части на Австралия. Много селища, построени по време на златната треска в САЩ, били изоставяни, когато златото около тях свършвало. Като градове призраци често са определяни и селища, който рязко губят национално значение и жителите им намаляват с няколко пъти за много кратък период от време, макар и те на практика да остават населени.
Други фактори, заради които един град може да обезлюдее, са липсата на вода, пренасочването на важни шосейни и ЖП връзки, липса на икономическа активност, човешка намеса под формата на променяне на теченията на реки и строежът на язовири, както и ядрени инциденти (виж Чернобил и Припят). Град Припят и десетки по-малки населени места в Северна Украйна и Югоизточен Беларус оформят своеобразна мъртва зона, където времето на практика е спряло. Почти нищо не се е променило от 1986 насам. Често след опустошителни епидемии някои селища са оставали с толкова малко жители, че са били изоставяни.
В Европа много селища са били изоставяни дори и в миналото по ред причини. Понякога войни, геноцид или природни бедствия са прекъсвали живота на даден град и той никога не е бил заселван отново. Това се е случило с шведския град Сиостад през 1260 г., когато 700-те му жители прекосили заледеното езеро Ветерн и били убити от датчаните от другата страна. След това датчаните изгорили Сиостад и той никога не бил заселен отново. Италиански град Крако е бил изоставен вследствие от лошите реколти, свлачища и земетресения. Изчезването на селища е факт дори и в наши дни – през 1990 г. село Ецвайлер в Северозападна Германия е унищожено, за да бъде построена въглищна мина.
След турската инвазия на Кипър през 1974 южната част на град Фамагуста, известна под името Вароша, е изоставена. Тъй като островът продължава да е разделен на две, градът продължава да тъне в разруха и да чака разрешение на проблема. Джоунстаун в Гвиана се е превърнал в град-призрак, след като обитателите му извършват масово самоубийство по нареждане на водача си Джим Джоунс.
Понякога големи райони са обезлюдени след нареждане на правителството за отнемане на земята и евакуация на хората – често става дума за строеж на военни бази или тестови полигони, като например ракетната площадка на НАСА в Мисисипи, за която били нужни около 500 кв. км буферна зона. Всички хора, живеещи в тази зона, били длъжни да се преместят другаде.
Някои градове-призраци успяват да се възродят, като например Валхала в Австралия. След като златната мина там спряла работа, градът бил изоставен. Тъй като наблизо има и други забележителности, а и самият град се намира близо до главни пътища в района, през последните години той отново има постоянно население и се посещава от значителен брой туристи.